# Gare de triage de Metz-Sablon
La gare de Metz-Sablon est une gare de triage française, située sur le territoire des communes de Metz (quartier du Sablon) et de Montigny-lès-Metz, dans le département de la Moselle, en région Grand Est.
Le technicentre SNCF Lorraine de Metz, ancien dépôt de locomotives, le jouxte au sein du même triangle ferroviaire.

## Situation ferroviaire

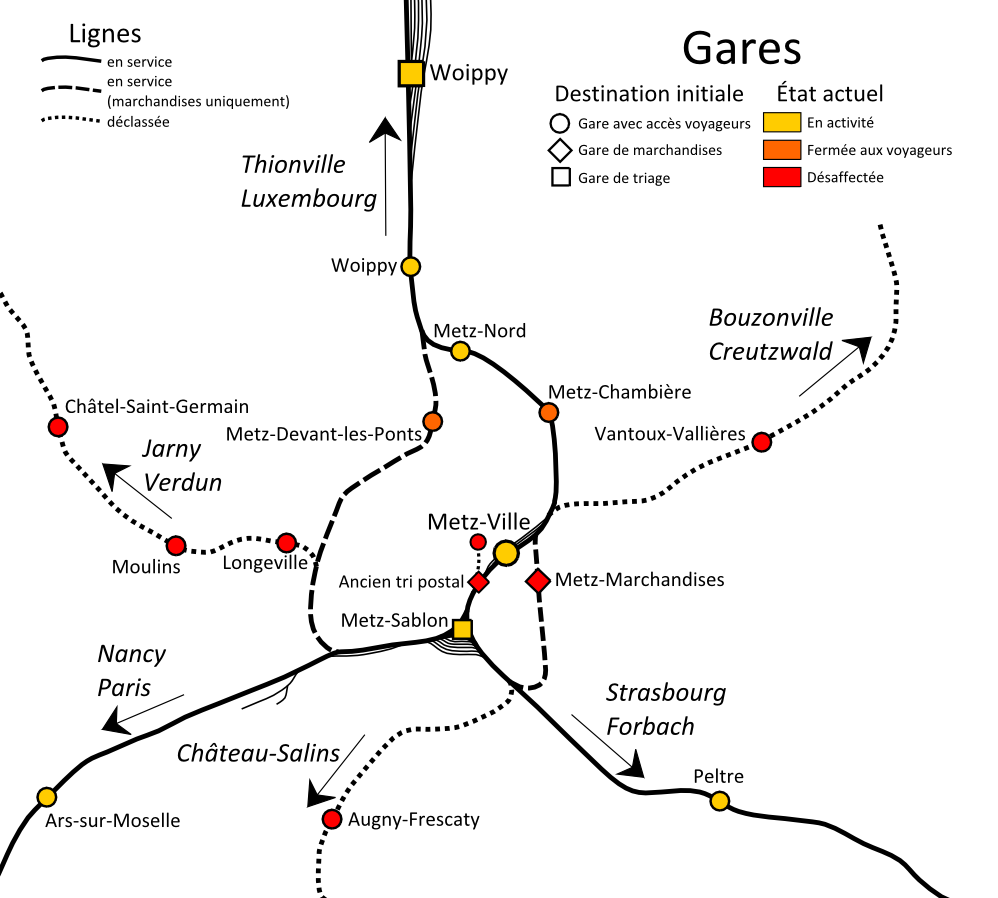
Plan du système ferroviaire de Metz.

La gare de Metz-Sablon est située au point kilométrique (PK) 152,350 de la ceinture de Metz, se débranchant de la ligne de Réding à Metz-Ville (venant de Strasbourg), et rejoignant la ligne de Metz-Ville à Zoufftgen (vers le triage de Woippy et Luxembourg) après avoir contourné la ville de Metz par l'ouest. Le site forme ainsi un vaste triangle, à la jonction des lignes de Réding à Metz-Ville (vers Strasbourg) et de Lérouville à Metz-Ville (vers Nancy et Paris).

## Histoire
Le triage est installé au sud de Metz, sur ce qui était alors le territoire de la commune du Sablon. La construction d'une gare de triage est décidée en 1870. À vocation principalement militaire sous l'annexion allemande, de 1871 à 1914, elle est très utilisée durant la Première Guerre mondiale. La région étant sous administration du IIIe Reich, lors de la seconde, les forces américaines la bombardent le 1er mai et le 12 août 1944, causant également de nombreux dommages dans le quartier du Sablon.
Metz-Sablon comportait également un dépôt de locomotives. Dans les années 1960, il devient un dépôt d'autorails. Reconverti en technicentre SNCF Lorraine, il s'occupe de l'entretien de rames TER dans les années 2010.
En 1965, le triage de Metz-Sablon expédiait en moyenne 600 wagons par jour. Affecté au régime accéléré (RA), il regroupe les envois des régions Est, Sud-Est et Méditerranée vers l'Allemagne.
Elle a conservé sa fonction de gare de triage, ainsi que de site de formation de trains. À partir de janvier 1994, Metz-Sablon se spécialise dans le trafic des trains Intercontainer-Interfrigo (en). En juin 1994, le triage de Metz-Sablon avait expédié 18 402 wagons.
En 1998, le triage de Metz-Sablon formait 300 trains par semaine, pour un total d'environ 3 300 wagons. Le site était ouvert 24 h sur 24 et 7 jours sur 7. Dans la seule journée du 23 janvier 1998, le triage avait traité 724 wagons, représentant 35 000 tonnes de marchandises.
En juin 2001, le « hub » de Metz-Sablon célèbre le passage de son millionième train sur l'axe Benelux – Italie depuis 1992. Le triage traite en moyenne 225 trains par semaine.
Un nouveau poste d'aiguillage informatique est essayé et mis en service en juillet 2005. Il remplace les deux anciens postes électromécaniques datant de 1912.
Exceptionnellement, le dernier quai militaire du site est utilisé, pour des raisons symboliques, par un pèlerinage annuel à Lourdes.

## Caractéristiques
La gare est ouverte au trafic en wagon isolé.
Le document de référence du réseau ferré national (DRR) de 2019 indique que la cour marchandises de Metz — située route de Jouy à Moulins-lès-Metz — est « immédiatement accessible ».